# 31 (영화)
《31》는 영국에서 제작된 롭 좀비 감독의 2016년 공포, 스릴러 영화다. 엘리자베스 데일리 등이 주연으로 출연하였고 마이크 엘리엇 등이 제작에 참여하였다.

## 출연

### 주연
- 엘리자베스 데일리
- 쉐리 문 좀비
- 말콤 맥도웰
- 멕 포스터
- 산드라 로스코
- 리처드 블레이크

### 조연
- 다니엘 로벅
- 주디 그리슨
- 진저 린
- 트레이시 월터
- 토스튼 보게스
- 로 템플
- 제인 카
- 로렌스 힐톤-제이콥스
- 제프리 다니엘 필립스
- 데이빗 우리
- 판초 몰러
- 데빈 사이델

## 기타
- 공동제작: 제레미 플랫
- 라인프로듀서: 앨버트 T. 딕커슨 3세
- 미술: 로드리고 카브랄
- 배역: 니콜 아부스토